# Ensemble de musique ancienne
Un ensemble de musique ancienne est une formation musicale, instrumentale ou vocale, qui interprète des musiques de périodes allant de l'Antiquité à l'âge baroque, sur des instruments d'époque, plus particulièrement des copies d'instruments anciens.  
Parmi les premiers ensembles de musique ancienne : la famille Dolmetsch (Londres) et Pro Musica Antiqua (actif dès les années 1930) de l'Américain Safford Cape (Bruxelles).
À l'origine, ces ensembles couvraient, de manière éclectique, plusieurs époques ; ce fut le cas, par exemple, du Deller Consort, dont le répertoire s'étendait du chant grégorien à la musique de Georg Friedrich Haendel. Avec le temps, certains ensembles se sont spécialisés dans des périodes ou des genres spécifiques de la musique ancienne : par exemple, l'ensemble Organum se consacre aux musiques liturgiques du Moyen Âge, alors que l'ensemble Clément-Janequin se spécialise dans le répertoire vocal français de la Renaissance, la Camerata Trajectina dans le répertoire néerlandais et la Capilla Flamenca dans la polyphonie franco-flamande.  Plusieurs ensembles se sont constitués autour des répertoires de la musique baroque.  Les pays les plus prolifiques en la matière sont, sans doute, l'Allemagne, la Belgique, l'Espagne, les États-Unis, la France, l'Italie, les Pays-Bas et le Royaume-Uni.